# واس، رادلیه اوب دراوی
واس، رادلیه اوب دراوی (اسلوونیایی: Vas, Radlje ob Dravi) یک زیستگاه انسانی در اسلوونی است که در Lower Styria واقع شده‌است.

## خصوصیات
واس ۵٫۸ کیلومترمربع مساحت و ۴۳۰ نفر جمعیت دارد و ۵۴۹٫۶ متر بالاتر از سطح دریا واقع شده‌است.